# Зенон Когут
Зенон Євген Іванович Когут (англ. Zenon E. Kohut; 18 січня 1944, Янів) — канадський та український історик. Доктор філософії, директор Канадського інституту українських студій Альбертського університету (1994—2012). Входить до складу наукової ради Українського історичного журналу.

## Життєпис
Народився у містечку Янів (тоді Дистрикт Галичина, нині смт. Івано-Франкове, Яворівський район, Львівська область, Україна) в українській родині під час Другої світової війни. Батько - Іван Михайлович Когут, мати - Теодозія Михайлівна Пастушак. Відразу по народженню батьки виїхали до Німеччини, а згодом до США.
Здобув ступінь бакалавра в Ла Салль Коледжі (1966); ступінь магістра (1970) та доктора (1975) у Пенсільванському Університеті (Філадельфія), де його викладачем історії був Іван Лисяк-Рудницький. Тоді ж його залучає до наукової та організаційної роботи Омелян Пріцак, відкривши 1971-го Український науковий інститут Гарвардського університету. У 1973–75 та 1977–78 Зенон Когут працює старшим науковим співробітником HURI; редагує два спеціалізованих україно- та совєтознавчих журнали. На середину 1970-тих він уже відомий дослідник ранньомодерної історії України.
Викладав курст з історії України та Росії у Пенсильванському Університеті (1975–76), Гарвардському Українському Літньому Інституті (1978), Мічіганському Університеті (1979–80), Йєльському Університеті (гостьовий професор, 1988) та Альбертському Університеті (Едмонтон; Канада), де отримав звання Професора.  Когут також був редактором American Bibliography of Soviet and East European Studies (1980–84), провідним науковим радником Бібліотеки Конгресу США (1984–89), радником з питань політичних відносин з СРСР Департаменту оборони США (1990–92). Зараз проф. Когут є Професором Емеритом Альбертського Університету.

### Наукові праці
- Російський централізм і українська автономія. Ліквідація Гетьманщини, 1760—1830. — Київ, 1996.
- Коріння ідентичности: Студії з ранньомодерної та модерної історії України

### Відзнаки
- Почесний доктор Харківського університету (2006)
- Український Орден «За заслуги» ІІІ-го ступеня (2009, за роботу економічним радником Канадсько-Українського археологічного проекту в Батурині)
- Премія фундації О. і Т. Антоновичів (2012)